# 135991 Danarmstrong
135991 Danarmstrong è un asteroide della fascia principale. Scoperto nel 2002, presenta un'orbita caratterizzata da un semiasse maggiore pari a 2,6235406 UA e da un'eccentricità di 0,1812411, inclinata di 11,78301° rispetto all'eclittica.